# Ágoston Haraszthy

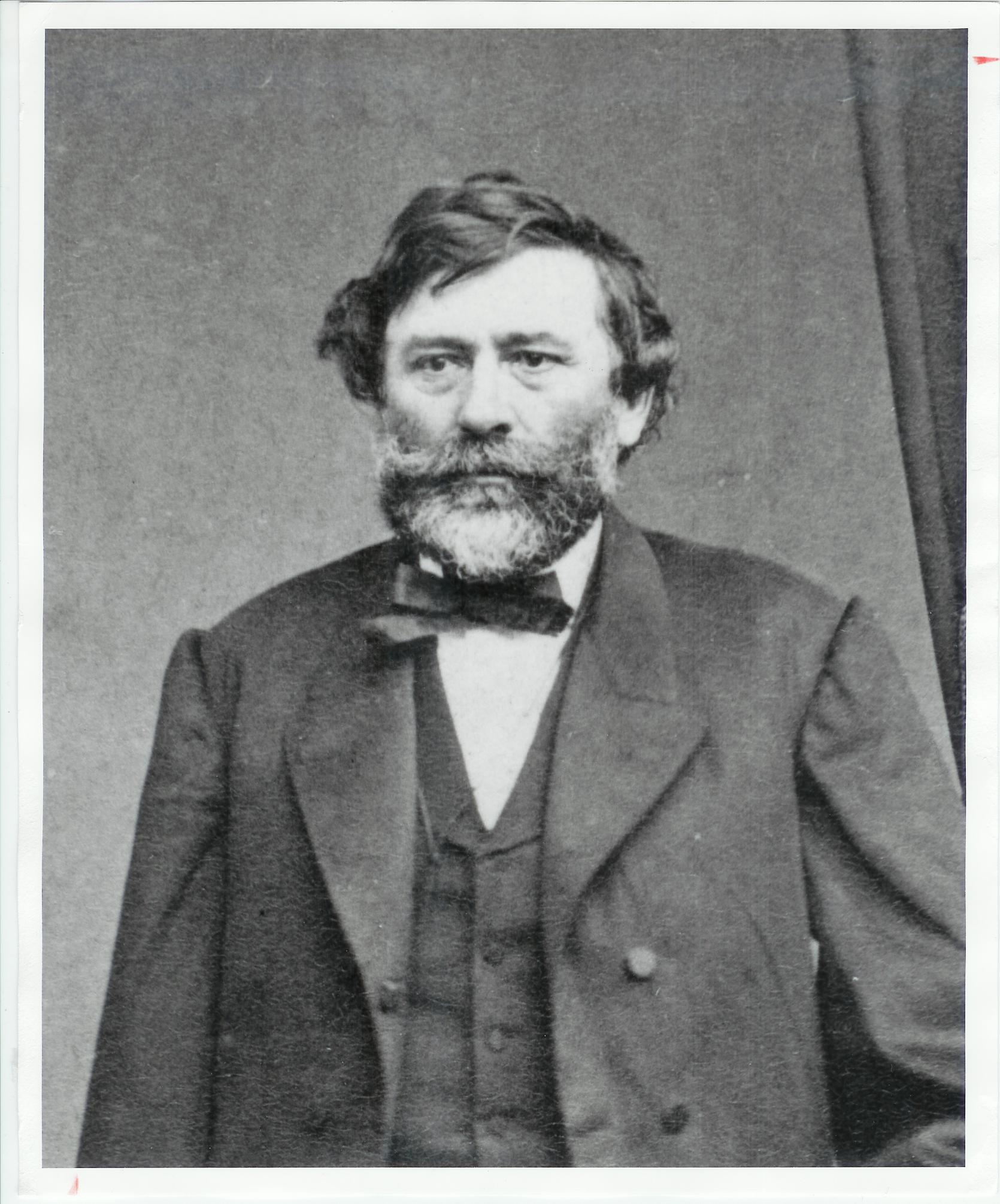
Ágoston Haraszthy

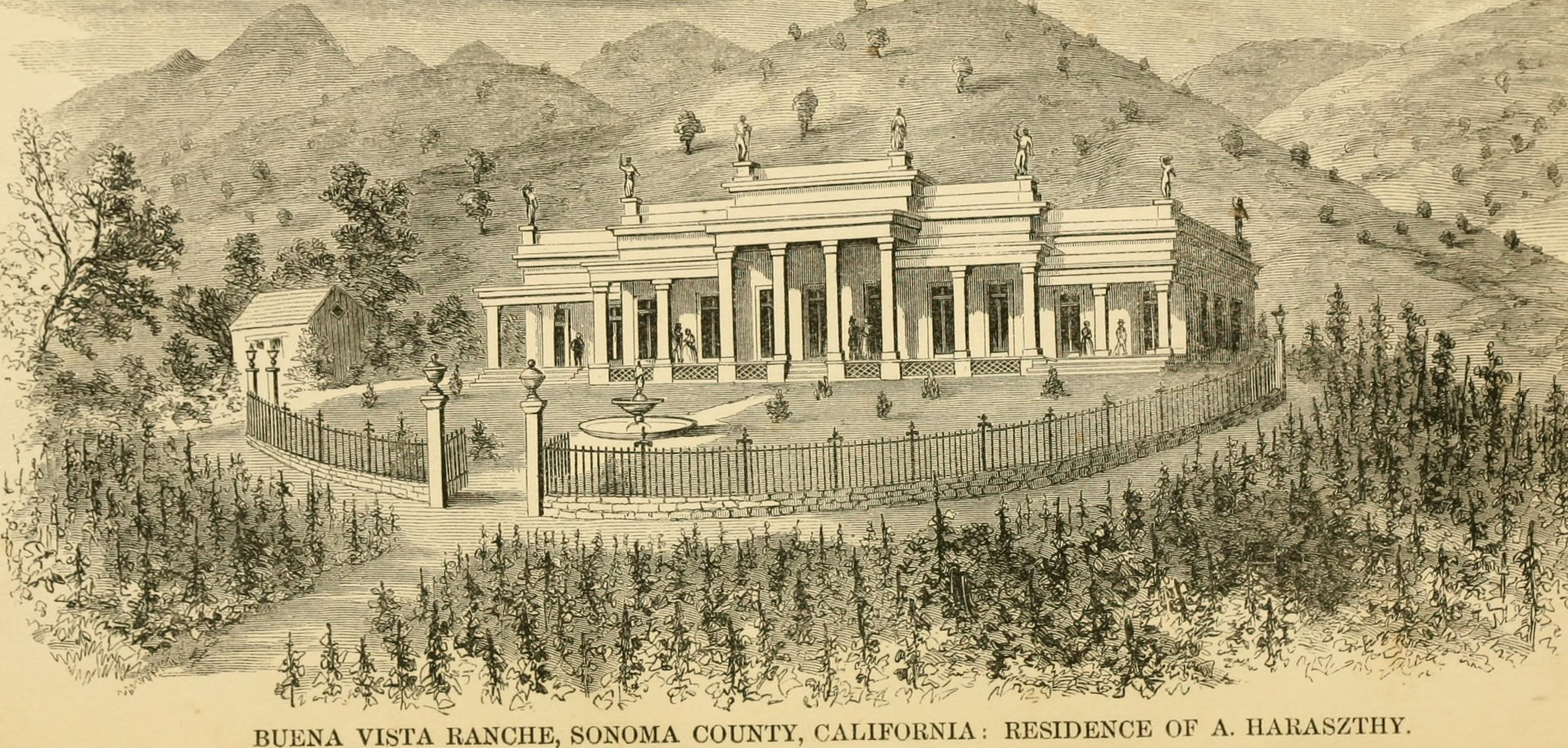
Herrenhaus auf der Bueno Vista Ranch in Sonoma (1862)

Ágoston Haraszthy de Mokcsa (geboren 30. August 1812 in Pest, Kaisertum Österreich; gestorben 6. Juli 1869 in Corinto, Nicaragua) war ein ungarisch-amerikanischer Winzer.

## Leben
Ágoston Haraszthy de Mokcsa stammte aus einer landbesitzenden Familie Ungarns, die in der Batschka auch Weinbau betrieb. Er heiratete 1833 Eleonora Dedinszky, die ebenfalls aus dem Kleinadel stammte. Sie hatten sieben Kinder. Haraszthy verließ 1840 Ungarn und ließ sich in Wisconsin nieder, wo er in der Gegend des heutigen Sauk City Land kaufte. Nach seiner Rückkehr 1842 schrieb er einen Reisebericht über Amerika, der 1844 in Pest erschien. Haraszthy kehrte mit der Familie nach Wisconsin zurück, wo er verschiedene Projekte begann, neben dem Getreideanbau gründete er eine Ziegelei, ein Weingut, betrieb Schafzucht und ein Dampfboot auf dem Wisconsin River. Er brach aber 1849 dem Goldrausch folgend nach Kalifornien auf und ließ sich in San Diego nieder, wo er wieder die verschiedensten Aktivitäten begann und sich 1850 zum Sheriff von San Diego County wählen ließ. Im September 1851 wurde er als Abgeordneter San Diegos in die California State Assembly gewählt, war dies aber nur für ein Jahr.
In San Francisco beteiligte er sich an einem metallurgischen Unternehmen. Wegen Unregelmäßigkeiten in der Gold-Abrechnung wurden gegen ihn ab 1857 Ermittlungen angestrengt, die aber 1861 eingestellt wurden.
Haraszthy war 1856 nach Sonoma gezogen. Er gründete dort das Weingut Buena Vista Winery. 1861 brachte er von einer Europa-Reise über 100.000 Setzlinge von mehr als 350 Rebsorten mit. 1863 verheiratete er zwei seiner Söhne mit Töchtern des Großgrundbesitzers und kalifornischen Politikers Mariano Guadalupe Vallejo. Mitte der 1860er Jahre vernichtete der Reblausbefall seine Weinstöcke, und er ging 1867 mit seinem Betrieb bankrott, der dann von anderen weitergeführt wurde. 1868 zog er nach Nicaragua, um dort mit Zuckerrohr eine Rumproduktion für den US-amerikanischen Markt aufzubauen. Haraszthy und seine Frau starben in Corinto.
Seine Urenkelin war die Schauspielerin Natalie Kingston.

## Schriften
- Utazas Éjszakamerikában. Pest, 1844
- Grape culture, wines, and wine-making : with notes upon agriculture and horticulture. New York : Harper, 1862
  - Theodore Schoenman (Hrsg.): Father of California wine : Agoston Haraszthy ; including Grape culture, wines & wine-making. Neuausgabe mit einem Vorwort von Robert L. Balzer. Santa Barbara, Calif. : Capra Press, 1979 (nicht eingesehen)